# Marco Kämpfe
Marco Kämpfe (* 16. November 1971 in Rudolstadt) ist ein deutscher Fußballtrainer und ehemaliger -spieler. Für den FC Carl Zeiss Jena trat er in der 2. Bundesliga an. 
Marco Kämpfe verließ 1986 die Jugend des VfB Pößneck, um die Kinder- und Jugendsportschule in Jena zu besuchen. Zwischen 1992 und 1999 absolvierte er für den FC Carl Zeiss Jena 9 Spiele in der 2. Bundesliga und zwei Spiele im DFB-Pokal. 1996 erzielte er im Spiel gegen Hannover 96 sein erstes und einziges Tor in der zweithöchsten Spielklasse.
Zwischen 2004 und 2014 war er als Co-Trainer für den FC Carl Zeiss Jena sowie in Cottbus (II. Mannschaft) und Aue tätig. Anschließend amtierte er in der Saison 2013/14 als Interimstrainer des FC Carl Zeiss Jena. Noch in derselben Spielzeit wurde er vom ZFC Meuselwitz als Trainer engagiert und führte die Mannschaft auf Platz 10. 2014/15 wurde er am 11. Spieltag in Meuselwitz entlassen und daraufhin unter Cheftrainer Rico Schmitt neuer Fitnesstrainer bei Kickers Offenbach. Als Co-Trainer von Rico Schmitt begann er in der Schlussphase der Saison 2015/16 sein Engagement beim Drittligisten Hallescher FC.